# Luis Montes
Luis Arturo Montes Jiménez (Ciudad Juárez, 15 maggio 1986) è un calciatore messicano, centrocampista svincolato.

## Carriera

### Nazionale
Ha esordito con la nazionale messicana nel 2013. È stato costretto a saltare i Mondiali 2014 a causa di una frattura a tibia e perone, rimediata in amichevole contro l'Ecuador pochi giorni prima dell'inizio della competizione.

## Palmarès

### Nazionale
- Gold Cup: 1

2019